# ハルビン市道外区1月2日火災事故
ハルビン市道外区1月2日火災事故（ハルビンしどうがいく いちがつふつかかさいじこ）とは、2015年1月2日に中華人民共和国・黒竜江省ハルビン市道外区で発生した火災事故。
11階建てビルが倒壊し、消防士5人が犠牲となり、13人の消防士と1人のガードマンが負傷し、火災は20時間も続いた。

## 概要
火災現場はハルビン市道外区の「南勲陶瓷市場」内の雑居ビルで、通報時には大惨事になるようには思えなかった。1～3階の商店、4～11階の住居からは住民2000人以上が避難。現場には消防車121台、消防隊員515人が出動した。
しかし、建物は80年代末に建てられたもので、消火設備が見つからなかった。スプリンクラーどころか消火器もほとんどなく、火は瞬く間に1～3階の商店部分に燃え広がった。建物の周辺には消防車両が入れる道路もなかった。市場の狭い道の駐車車両や在庫商品のせいで、消防隊員が火災現場の建物に入ったのは出火から6時間後の午後7時ごろだった。
その後、老朽化した商店街の3階の屋根が崩壊し、消防隊員5人が死亡した。犠牲になった消防隊員は10代後半から20代前半で、配属から4カ月しかたっていなかったことから「赤ん坊同然の新参者を無理に投入したのではないか」との批判が相次いだ。消防は「突然の崩壊は予想できなかった」と反論した。
なお、道外区内では2014年4月25日にインターネットカフェ、同年6月10日に3階建ての古い建物、同年9月2日には馬克威商場と火災が発生しており、馬克威商場での火災では2名が死亡している。
2015年1月4日、中華人民共和国公安部政治部は今回の事故で犠牲になった5名の消防士を「烈士」と認定し、献身国防記念金メダルを授与、弔慰金として20,000元を支給した 。